# Nederlandse Poker Hall of Fame

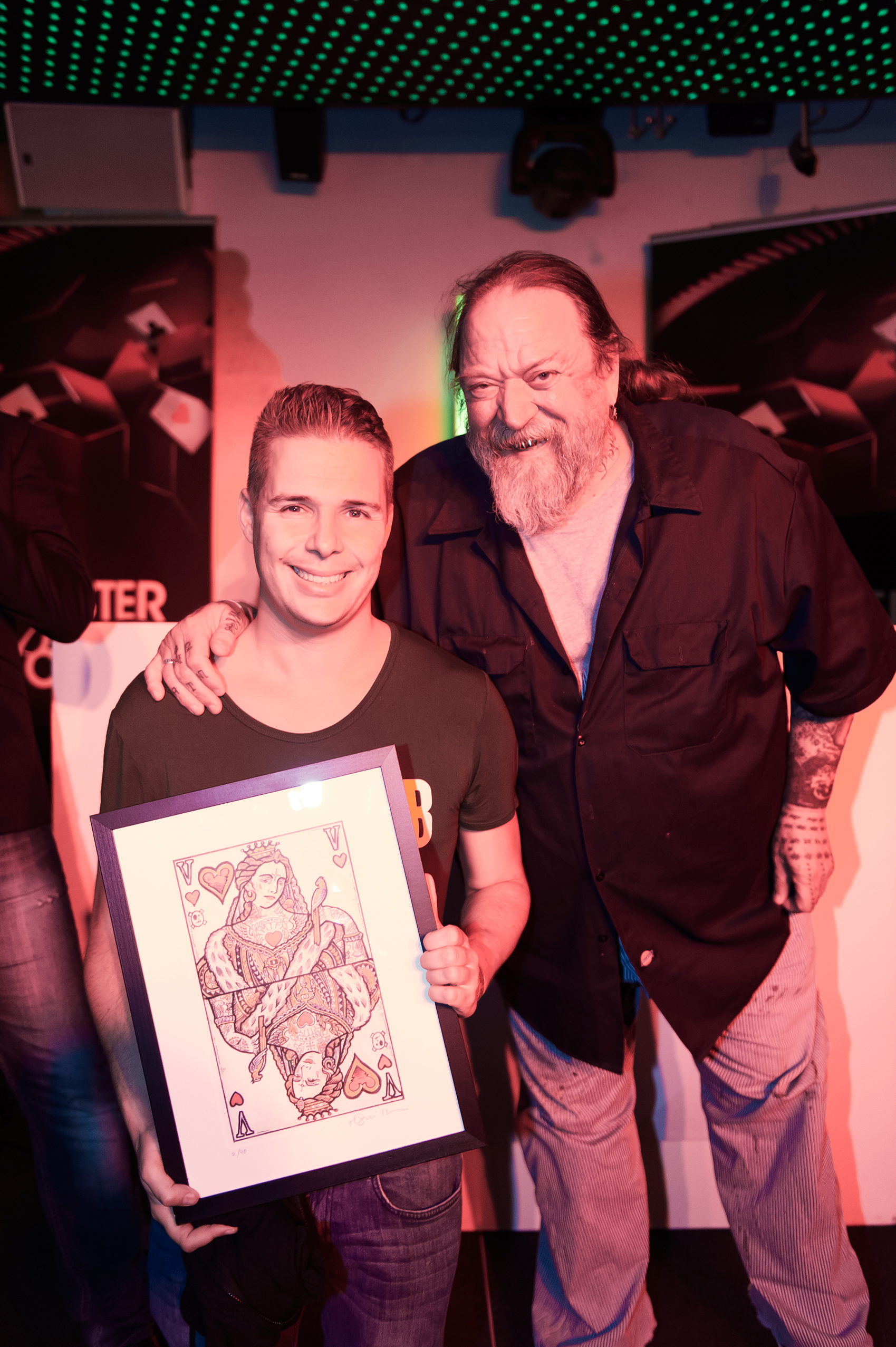
Pokerspeler Noah Boeken en kunstenaar Henk Schiffmacher in Holland Casino (november 2015) tijdens de eerste Nederlandse Poker Hall of Fame uitreiking.

De Nederlandse Poker Hall of Fame is een lijst met namen van personen die een positieve bijdrage hebben geleverd aan de populariteit van het pokerspel in Nederland. Daarnaast is er in de lijst ruimte voor de beste pokerspelers van Nederland. De lijst is een initiatief van pokerjournalist Frank Op de Woerd in samenwerking met Holland Casino en een aantal Nederlandse pokersites. 

## Geschiedenis
De Nederlandse Poker Hall of Fame is opgericht in 2015 en heeft sindsdien ieder jaar een of meerdere personen gehuldigd. De huldiging vindt plaats tijdens de Master Classics of Poker, het grootste pokertoernooi van Nederland. Gehuldigde spelers krijgen een litho van een harten vrouw gemaakt door kunstenaar Henk Schiffmacher overhandigd. De lijst heeft, net als de internationale Poker Hall of Fame, geen fysieke locatie.

## Stemmingsronde
De redacties van de pokerwebsites PokerNieuws.nl en PokerCity.nl maken in overleg met oprichter Frank Op de Woerd een lijst met genomineerde pokerspelers en personen. Deze worden gepubliceerd op PokerHallofFame.nl en gedeeld door diverse websites gerelateerd aan poker. Iedereen mag vervolgens een stem uitbrengen op wie zij opgenomen willen zien worden in de lijst. Het is ook mogelijk om zelf een naam aan te dragen in deze fase.
Na deze publieksronde deelt de organisatie de uitslag met de bestaande leden van de Nederlandse Poker Hall of Fame. Die brengen vervolgens anoniem een stem uit. De speler of persoon met de meeste stemmen wordt uiteindelijk opgenomen in de lijst. Als er een gelijk aantal stemmen is voor meerdere personen, dan wordt er gekeken naar wie meer stemmen verzamelde tijdens de publieksronde.
De beslissing hoeveel personen per jaar er worden opgenomen in de lijst, ligt in handen van de organisatie in samenspraak met Holland Casino.

## Overzicht leden van de Hall of Fame
| Jaar | Lid                    | Bijzonderheden |
| ---- | ---------------------- | --- |
| 2015 | Marcel Lüske           | Tweevoudig Europees pokerspeler van het jaar en oprichter van pokerorganisatie FIDPA.                                                                                |
| 2015 | Noah Boeken            | Eerste Nederlandse winnaar van een European Poker Tour pokertoernooi. MCOP winnaar 2013.                                                                             |
| 2015 | Jorryt van Hoof        | In 2015 de eerste Nederlandse finalist van het World Series of Poker Main Event.                                                                                     |
| 2016 | Lex Veldhuis           | De grootste pokerstreamer op Twitch ter wereld. Lid van Team PokerStars Online.                                                                                      |
| 2016 | Peter Voolstra         | Initiatiefnemer Master Classics of Poker. |
| 2016 | Rob Hollink            | De eerste Nederlandse winnaar van pokertoernooi op de World Series of Poker.                                                                                         |
| 2017 | Steven van Zadelhoff   | Winnaar van het WCOOP Main Event, het grootste online pokertoernooi ter wereld.                                                                                      |
| 2017 | Rolf Slotboom          | Voormalig pokerspeler, pokercolumnist, en woordvoerder van de Nederlandse Pokerbond.                                                                                 |
| 2018 | Fatima Moreira de Melo | Voormalig Olympisch kampioene die een aanzienlijke bijdrage heeft geleverd in de popularisering van het pokerspel.                                                   |
| 2019 | Tobias Peters          | Viervoudig winnaar Dutch Player of the Year van de Global Poker Index.                                                                                               |
| 2019 | Frank Op de Woerd      | Pokerjournalist en medeoprichter Nederlandse Poker Hall of Fame. |
| 2022 | Teun Mulder            | Pokerspeler die in de top van de wereld meedraait. Won een € 100.000-toernooi in 2022.                                                                               |
| 2023 | Jans Arends            | Pokerspeler die veel Super High Rollers speelt. Won in 2023 een bracelet in het $ 100.000 Super High Roller toernooi op de WSOP met een geldprijs van $ 2,5 miljoen. |
| 2024 | Govert Metaal          | Won al $ 2,3 miljoen in pokertoernooien en speelt over de gehele wereld.                                                                                             |